# 55 Hudson Yards
Il 55 Hudson Yards è un grattacielo membro dell'omonimo quartiere in costruzione a Manhattan, costruito dal 2015 nel 2019, anno dell’inaugurazione. Raggiunge un'altezza di 240 m con 51 piani ed è progettato per essere un edificio ecologico.